# Filip Georgescu
Filip Georgescu (n. 14 noiembrie 1946, Călinești, județul Argeș) este un fost deputat român în legislaturile 1990-1992, 2000-2004, 2004 - 2008, 2008-2012. În legislatura 1990-1992, Filip Georgescu a fost ales deputat pe listele FSN. În legislatura 2000-2004, Filip Georgescu a trecut de la PDSR la PSD în iunie 2001 și a fost membru în grupurile parlamentare de prietenie cu Malaezia și Regatul Thailanda. În legislatura 2004-2008, Filip Georgescu a fost membru în grupurile parlamentare de prietenie cu Albania, Republica Ecuador și Republica Estonia. În legislatura 2008-2012, Filip Georgescu a fost membru în grupurile parlamentare de prietenie cu Republica Malta, Regatul Norvegiei și Republica Arabă Siriană. 
Filip Georgescu este absolvent al facultății de silvicultură din Brașov.
Filip Georgescu a fost director Romsilva. 